# Mariusz Węgrzyk
Mariusz Węgrzyk (ur. 22 kwietnia 1979 w Rybniku) – polski żużlowiec. Zakończył karierę żużlową w 2011.
Licencję żużlową zdobył w 1995 roku. W rozgrywkach z cyklu drużynowych mistrzostw Polski reprezentował kluby RKM Rybnik (1995–1996, 2001–2004, 2009–2010), WTS Wrocław (1997–2000, 2008) oraz KM Ostrów Wielkopolski (2005–2007, 2011 ). Największy sukces w tych rozgrywkach odniósł w 1999 r., zdobywając srebrny medal. Oprócz tego, trzykrotnie zdobył brązowe medale drużynowego Pucharu Polski (1997, 1998, 1999).
Finalista indywidualnych mistrzostw Europy juniorów (Krško 1998 – VII m.), indywidualnych mistrzostw świata juniorów (Gorzów Wielkopolski 2000 – jako rezerwowy) oraz indywidualnych mistrzostw Europy (Rybnik 2002 – X m.).
Wielokrotny finalista zawodów z cyklu mistrzostw Polski oraz innych
- dwukrotnie młodzieżowych indywidualnych mistrzostw Polski (Gniezno 1999 – XIII m., Gorzów Wielkopolski 2000 – IV m.),
- pięciokrotnie indywidualnych mistrzostw Polski (Bydgoszcz 2001 – V m., Toruń 2002 – XIII m., Bydgoszcz 2003 – XV m., Częstochowa 2004 – XII m., Wrocław 2007 – jako rezerwowy),
- czterokrotnie młodzieżowych mistrzostw Polski par klubowych (Leszno 1996 – IV m., Piła 1998 – brązowy medal, Ostrów Wielkopolski 1999 – IV m., Piła 2000 – IV m.),
- dwukrotnie mistrzostw Polski par klubowych (Piła 2001 – V m., Bydgoszcz 2006 – V m.),
- trzykrotnie w turniejach o "Brązowy Kask" (Lublin 1995 – XIII m., Bydgoszcz 1996 – III m., Ostrów Wielkopolski 1998 – IV m.),
- trzykrotnie w turniejach o "Srebrny Kask" (Leszno 1998 – V m., Grudziądz 1999 – II m., Toruń 2000 – II m.),
- pięciokrotnie w turniejach o "Złoty Kask" (Wrocław 2000 – jako rezerwowy, Wrocław 2001 – V m., Wrocław 2003 – XV m., Rybnik 2005 – V m., Częstochowa 2006 – IX m.).

Inne osiągnięcia
- Memoriał Jana Ciszewskiego (Rybnik 2002 – II m., Rybnik 2005 – II m.),
- Memoriał Bronisława Idzikowskiego i Marka Czernego (Częstochowa 2003 – III m.),
- Memoriał Rifa Saitgariejewa (Ostrów Wielkopolski 2004 – I m.).